# Восточный театр
«Восточный театр» — первый армянский профессиональный драматический театр в новое время.

## История
Был основан в 1861 году в Константинополе усилиями братьев Алтунян. Первый спектакль («Два пятидесятника» Роты) состоялся 14 декабря 1861 года. Идейное покровительство театра взял на себя журнал «Пчела» А. Свачяна. Работавший корреспондентом М. Налбандян написал о театре статью «Нацмональный театр в Константинополе». Во время первого сезона труппа выступала вместе с итальянским режиссёром Асти.
В 1862—1864 годах труппа выступала в Смирне, вместе с А. Вардовяном и М․ Мнакяном, затем Степаном Экшяном. В 1869—1871 годах театром руководил Петрос Магакян.
С 1865 по 1868 год под руководством С. Экимяна «Восточный театр» назывался «Армянским актёрским обществом». Репертуар театра состоял из пьес разных жанров и эпох, начиная от французской романтической драмы(Виктор Гюго, Александр Дюма-отец), представителями итальянского классицизма (П. Метастазио, В. Монти, В. Альфьери), заканчивая работами Мольера, а также итальянскими комедиями. Из армянской национальной драматургии «Восточный театр» представлял «Мирдат»-а и «Нерсес Великого» М. Ванандеци, «Сандухт» Товмас Терзяна, «Аршак Б» М. Пешикташляна, «Ваграм» С. Экимяна, «Мхитар-герой» Д․ Тер-Погосяна. Восточный театр создал западноармянскую актёрскую школу в лице А. Папазяна, С. Экшяна, Петроса Магакяна, А. Вардовяна М․ Мнакяна, О. Ачемяна, Егише Гарагашяна, Давида Трянца, Товмаса Фасуладжяна.
С 1869 по 1876 год театр работал под руководством Петроса Магакяна с некоторыми перерывами. Ведущими актёрами группы были Петрос Адамян, А. Грачян, Астхик, Д. Трянц, Сирануйш, Мари Нвард. В этот период западноармянская актёрская школа окончательно сформировалась и вышла на высокий, профессиональный уровень. Характерным для артистов этой школы были элементы романтическо-сентиментального, а также мелодрамного актёрского стиля. «Восточный театр» способствовал созданию западноармянского просветительского и национально-освободительного движения в 1860-х и 1870-х годов внеся также значительный вклад в развитие национального театрального искусства.